# 雷登德施泰因山

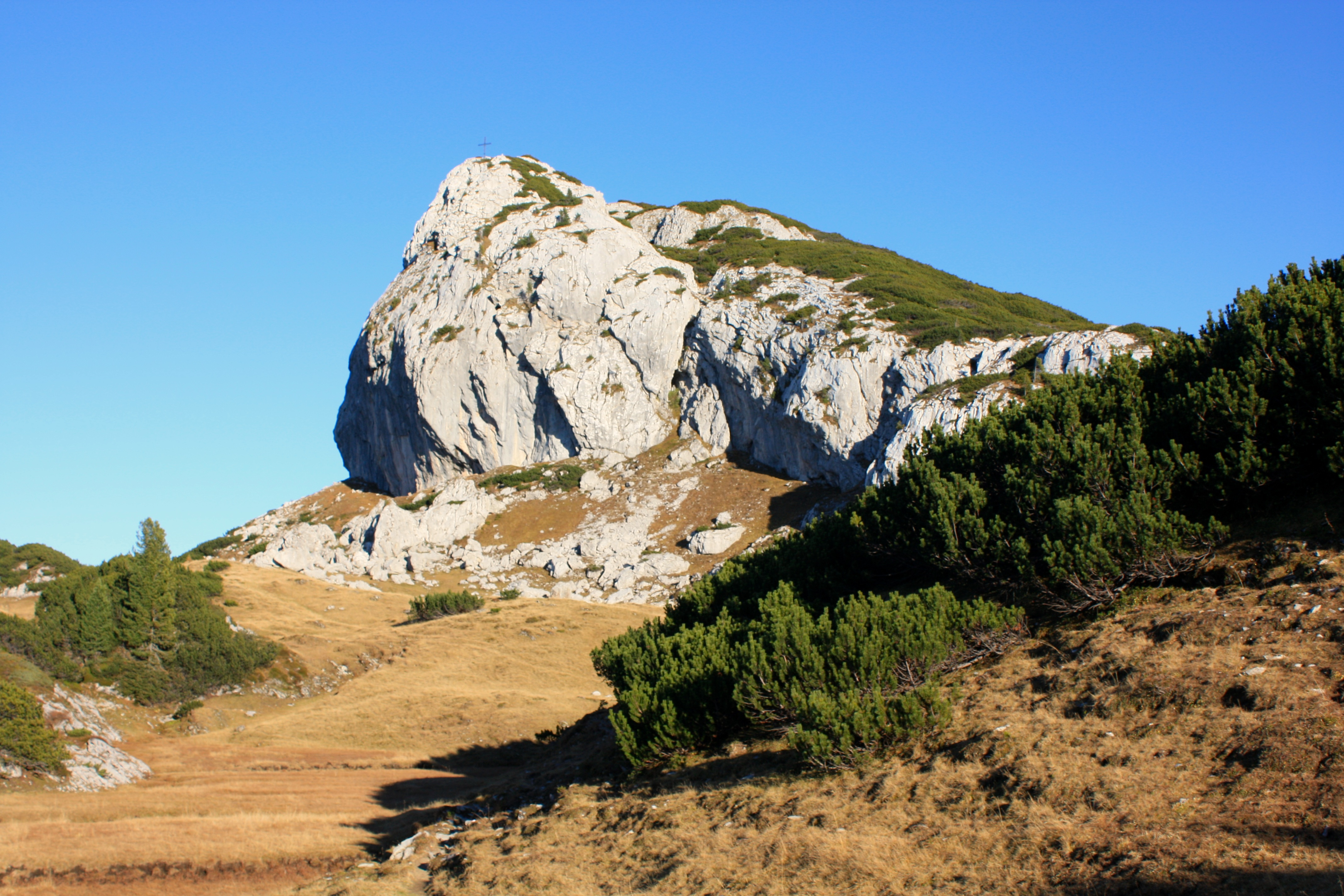

47°41′23″N 13°53′12″E / 47.68972°N 13.88667°E
雷登德施泰因山（德語：Redender Stein），是奧地利的山峰，位於該國東南部，由施泰爾馬克州負責管轄，屬於托特斯山脈的一部分，海拔高度1,900米，每年平均降雨量1,801毫米。